# Stella Ross-Craig
Stella Ross-Craig (Aldershot, Hampshire; 19 de marzo de 1906-Isleworth, Londres; 6 de febrero de 2006) fue una ilustradora botánica anglo-escocesa, conocida como ilustradora de flora nativa.

## Vida y carrera
Sus progenitores eran escoceses y su padre era químico. Interesada en la botánica desde su juventud, estudió en la Escuela de Arte Thanet, y asistió a clases de dibujo en el Chelsea Polytechnic. En 1929 comenzó a trabajar como ilustradora botánica y taxónoma en Kew Gardens y colaboró en Curtis's Botanical Magazine y Icones Planarum. Su trabajo llamó la atención de Sir Edward Sailsbury, director de Kew, que la llevó a un editor para publicar.

## Drawings of British Plants (Dibujos de plantas británicas)
En 1948 se publicó la primera de las series de Ross-Craig: Drawings of British Plants. La serie se emitió como un conjunto de libros de bolsillo, de bajo costo, al por menor inicialmente por 6 chelines, y sacó una edición de libros similares para profesionales y aficionados ricos. La serie llegó a contar con 31 partes, teniendo hasta 1973 para completarla; y que contiene más de 1300 planchas litografiadas. La serie contenía todas las fanerógamas británicas, excepto las gramíneas y ciperáceas. A menudo, reservó especímenes conservados secos en Royal Botanic Gardens, Kew.

### Otras obras
- stella Ross-Craig. 1966. Scrophulariaceae (1). Parte 22 de Drawings of British plants, being illustrations of the species of flowering plants growing naturally in the British Isles. Editor Bell

- -----------------------------. 1965. Boraginaceae, Convolvulaceae, Solanaceae. Parte 21 de Drawings of ... Editor Bell

- -----------------------------. 1963. Compositae (4). Parte 18 de Drawings of .... Editor Bell

- -----------------------------. 1959. Umbelliferae (2). Parte 13 de Drawings of .... Editor Bell

- -----------------------------. 1952. Portulacaceae, Elatinaceae, Hypericaceae, Malvaceae, Tiliaceae, Linaceae, Geraniaceae, Oxalidaceae, Balsaminaceae, Aquifoliaceae, Celastraceae, Rhamnaceae, Aceraceae. Parte 6 de Drawings of ... Editor Bell

## Últimos años
En 1999 se convirtió en la sexta persona en recibir la «Medalla Kew Award». En 2003, 55 de sus originales fueron exhibidos en el Real Jardín Botánico de Edimburgo, cuando tenía 95. Las obras fueron expuestas posteriormente, en 2004, en la "Galería de los Kew Gardens. Fue miembro de la Linnean Society desde 1948 hasta 1974.

## Honores
- 2002: medalla de oro Veitch Memorial, de la Royal Horticultural Society.[6]

- La abreviatura «Ross-Craig» se emplea para indicar a Stella Ross-Craig como autoridad en la descripción y clasificación científica de los vegetales.[9]